# Cobalt(II)-stearat
Cobalt(II)-stearat ist eine chemische Verbindung des Cobalts aus der Gruppe der Stearate.

## Gewinnung und Darstellung
Cobalt(II)-stearat kann durch Reaktion von Cobalt(II)-nitrat mit Stearinsäure gewonnen werden.

## Eigenschaften
Cobalt(II)-stearat ist ein pinker Feststoff, der praktisch unlöslich in Wasser ist. Er kommt in mehreren Kristallstrukturen vor.

## Verwendung
Cobalt(II)-stearat ist ein hochleistungsfähiges Bindemittel für Gummi. Es eignet sich sehr gut für Anwendungen in Naturkautschuk, Styrol-Butadien-Kautschuk (SBR) und deren Mischungen, um sich leicht mit messing- oder zinkbeschichtetem Stahlcord oder Metallplatten sowie verschiedenen blanken Stählen zu verbinden, insbesondere für die Verbindung mit Messingbeschichtungen unterschiedlicher Dicke. Es ist ein ideales direktes Bindemittel für Stahlmeridian-Kordreifen, stahldrahtverstärkte Schläuche und Förderbänder sowie andere Gummi-Metall-Verbundprodukte.